# Gerhard Morrien (Erbmarschall)
Gerhard Morrien (* um 1490; † im 16. Jahrhundert) war Erbmarschall im Hochstift Münster.

## Leben

### Herkunft und Familie
Gerhard Morrien entstammte dem westfälischen Adelsgeschlecht Morrien, das im Mittelalter und in der frühen Neuzeit eine der führenden Familien im Ritterstand war und von 1350 bis 1691 das Amt des Erbmarschalls im Hochstift Münster innehatte. Er war der Sohn des Erbmarschalls Sander Morrien und dessen Gemahlin Frederun Wolff zu Lüdinghausen. Seine Brüder waren Dietrich und Alexander (Dompropst). Seine Schwester Margarethe war mit Walter von Münster zu Horstmar verheiratet. Sie zählen zu den Vorfahren der niederländischen Prinzen Willern Alexander, Johann Friso und Constantijn.

### Wirken
Im Jahre 1510 wurde Gerhard Nachfolger seines Vaters im Erbmarschallamt. Damit war er auch Erbe von Schloss Nordkirchen, dessen erste Burg sein Urgroßvater Gerhard errichtet hatte. Gerhard heiratete im Jahre 1516 Maria von Wendt, Tochter des Adrian von Wendt zu Krassenstein. Aus der Ehe gingen zehn Kinder hervor, darunter der Sohn Johann (Domherr in Münster) und die Tochter Maria, die 1535 Hermann von Velen geheiratet hatte. Sie waren die Urgroßeltern des Alexander von Velen, westfälischer Wallenstein genannt. Über ihn und die Grafenfamilie von Limburg-Styrum zählen auch die Kinder der ehemaligen niederländischen Königin zu den Morrien-Nachkommen.